# スターなんでも大会
『スターなんでも大会』（スターなんでもたいかい）は、1968年6月21日から1969年3月28日まで日本テレビ系列局で放送されていた読売テレビ製作の演芸番組である。その後も1969年4月4日から同年9月26日まで『スターなんでも大会 ものまね大将』（ - ものまねたいしょう）と題して放送されていた。いずれも久光製薬の一社提供。放送時間は毎週金曜 19:00 - 19:30 （日本標準時）。

## 概要
あらゆる分野のスターが参加し、各々が本業としていない芸をして競いあっていた番組。『スターなんでも大会』時代にはゲストが披露する芸の内容は毎回変わっていたが、『スターなんでも大会 ものまね大将』への改題後にはものまねのみに限定するようになった。
司会は、『スターなんでも大会』時代にはドンキーカルテットが、『ものまね大将』への改題後には小野栄一が務めていた。小野は、同じく読売テレビ製作の演芸番組『そっくりショー』でも司会を務めていた。